# Birds (canção de Anouk)
"Birds" é uma canção interpretada pela cantora holandesa Anouk. A canção foi o primeiro single lançado de seu oitavo álbum de estúdio Sad Singalong Songs. É uma balada sobre pássaros, cuja letra foi escrita por Anouk e a música composta pelos produtores suecos Tore Johansson e Martin Gjerstad. A cantora escolheu "Birds" para entrada da Holanda no Festival Eurovisão da Canção 2013 após ter sido escolhida para representar seu país pela emissora holandesa TROS. Durante a primeira semifinal no dia 14 de maio de 2013 a canção alcançou a fase final do festival.

## Lista de faixas
| Download digital |         |         |  |
| N.º              | Título  | Duração |  |
| 1.               | "Birds" | 3:23    |  |

| CD single (Universal M27611) |            |         |  |
| N.º                          | Título     | Duração |  |
| 1.                           | "Birds"    | 3:23    |  |
| 2.                           | "Stardust" | 3:31    |  |

## Posição nas paradas
| Ano  | Parada       | Posição | Ref.  |
| 2013 | Ultratop     | 24      | [ 3 ] |
| 2013 | Dutch Top 40 | 3       | [ 4 ] |